# روی‌یر (مینه‌سوتا)
روی‌یر، مینه‌سوتا (به انگلیسی: Revere, Minnesota) یک شهر در ایالات متحده آمریکا است که در شهرستان ردوود، مینه‌سوتا واقع شده‌است.

## خصوصیات
روی‌یر ۱٫۴۸ کیلومترمربع مساحت و ۹۵ نفر جمعیت دارد و ۳۵۰ متر بالاتر از سطح دریا واقع شده‌است.